# (5650) Mochihito-o
(5650) Mochihito-o est un astéroïde de la ceinture principale.

## Description
(5650) Mochihito-o est un astéroïde de la ceinture principale. Il fut découvert le 10 décembre 1990 à Yakiimo par Akira Natori et Takeshi Urata. Il présente une orbite caractérisée par un demi-grand axe de 2,62 UA, une excentricité de 0,11 et une inclinaison de 12,3° par rapport à l'écliptique.

## Compléments